# 서주 (전국)
서주(西周, 기원전 440년 ~ 기원전 256년)는 중국 전국 시대 때 동주의 제후국이다. 수도는 왕기(王畿)이고, 현재의 허난성에 있다. 군주의 작위는 공작이다.

## 역사
기원전 440년에 동주 고왕이 그 동생 왕자 게(揭)를 왕기에 서주공(西周公)으로 봉했다. 이가 서주 환공이다.
기원전 415년에 환공이 죽자 태자 조(竈)가 서니, 이가 서주 위공이다.
기원전 367년에 위공이 죽자 태자 조(朝)가 서니, 이가 서주 혜공이다. 혜공의 동생 공자 반(班)은 위공에게 총애를 받았기 때문에 마침내 반란을 일으켰고, 조나라와 한나라도 그 틈을 타 동주 왕실을 더욱 약화시키기 위해 와서 공자 반을 지원해 서주를 공격했다. 이로 인해 서주는 마침내 둘로 분열되었다. 동주 왕실이 공자 반을 공(鞏)에다 동주공(東周公)으로 봉하니, 이가 동주 혜공이다.
이후에 혜공이 죽자 태자 공지(共之)가 서니, 이가 서주 무공이다.
기원전 315년에 동주 난왕은 서주의 왕기로 수도를 옮겼다. 왕실이 미약하여 정치는 서주에 있었다.
이후에 서주 무공이 죽었는데, 장자인 태자 공(共)은 이미 먼저 죽었기 때문에 공자 고(咎)가 섰고, 시호가 없어서 서주군(西周君)으로 불린다.
기원전 256년에 진나라가 동주 왕실을 멸망시키기 위해 서주를 공격해오자 서주공과 난왕은 성문을 열고 항복했다. 진나라가 서주공을 서주군으로 격하시켰다. 이로 인하여 동주 왕실의 멸망과 함께 서주도 멸망했다.

## 역대 군주
| 시호           | 이름       | 간지       | 재위 기간                   |
| -------------- | ---------- | ---------- | --------------------------- |
| 환공(桓公)     | 게(揭)     | 신축(辛丑) | 기원전 440년 ~ 기원전 415년 |
| 위공(威公)     | 조(竈)     | 정묘(丁卯) | 기원전 414년 ~ 기원전 367년 |
| 혜공(惠公)     | 조(朝)     | 갑인(甲寅) | 기원전 367년 ~ ?            |
| 무공(武公)     | 공지(共之) |            | ? ~ ?                       |
| 서주군(西周君) | 고(咎)     |            | ? ~ 기원전 256년            |